# الحسن بن عدي
الشيخ أبو محمد الحسن شمس الدين بن عدي بن صخر بن مسافر الأموي هو شيخ يجله اليزيديون ويعدُّونه من قديسي طائفتهم، كما يُنسب إليه ديانة جديدة تسمَّى العدوية، ولد عام 1196م في بلاد الهكارية وأعدمه المغول سنة 1246م.
خلَف والدَه عدي بن صخر الذي أعدمه المغول كذلك بحدود عام 1221-1222.
ورث العلم من أبيه واستقطب الكثير من الأكراد لموهبته وعلمه الكبيرين. درس في البداية على يد الشيخ الفقيه محيي الدين بن عربي الذي كان يقيم حينئذ في الموصل عام 1204م وتأثر بأفكاره الصوفية. وتبعه إلى الشام عام 1211م ليستكمل على يديه الدراسات الفلسفية واللاهوتية وطرق التصوف.
عاد إلى الموصل عام 1213م وأخذ يجمع الناس على علمه وحُجَجه، وقد كان فصيح اللسان يجيد العربية والكردية قوي الحجة يستهوي القلوب في حديثه وفصاحته وينظم الشعر، وأصبح أحدَ المراجع الدينية لليزيدية خصوصًا ولعامَّة الناس عمومًا. مما جلب انتباه السلطات لمنزلته.
قد جعلته اليزيدية في مَصافِّ آلهتها السبعة، فقد ذُكر في مصحف رش على أنه ثاني الآلهة السبعة، ويسمَّى “دردائيل”.
بعد ذلك تفرغ الشيخ حسن لعقيدته ودينه وأرسل أتباعه إلى الجزيرة والجبال لنشر الدعوة الأيزيدية، ودخل في صومعته لمدَّة ست سنوات، في حين كان الشيخ فخر الدين هو الوسيطَ الذي يوصل تعاليمه وأحكامه إلى الناس، ونسبت إليه في تلك الحِقبة الكثير من خوارق العادات، ونُسجت حوله الأساطير.
بعد ست سنوات خرج من مُعتكَفِه وأنجز فيها ثلاثة كتب هي:
1. كتاب "الجلوة لأرباب الخلوة".[1]
2. مِحَك الأيمان.
3. هداية الأصحاب.

تناولت تلك الكتب المذكورة فلسفة الديانة الأيزيدية والتصوف وعشق الذات الإلهية، وقد ضاعت هذه الكتب حالها حال باقي التراث الأيزيدي الذي اختفى نتيجة الهجمات والنكبات التي تعرض لها.
استطاع الشيخ حسن خلال فترة اعتكافه أن يضع يكمل وضع الخطوط والمباديء العامة لحياة المجتمع اليزيدي والتي وضع الأساس لها الشيخ عدي بن مسافر مما زاد من أحكام ترتيب المجتمع اليزيدي وأحكام سيطرة رجال الدين على الشارع، إضافة إلى كونه استطاع أن ينظم أسس الديانة اليزيدية التي بدأت بالنمو والتطور في ذلك الوقت وأنجمع الكثير من الناس حول الشيخ حسن وأصبح لها له الأتباع والمريدين، نمت طائفة كبيرة من القداسة حول قادة العدوية، وخلال فترة ولايته، بدأت المعتقدات والأساطير الإيزيدية الأصلية تتكون. والأهم من ذلك، أن التأثير السياسي المتنامي للشيخ حسن وأتباعه يؤدي إلى القلق بين جيرانهم. وقد رفض دفع الضرائب، وكانت نتيجة ذلك حملة قمع ضد أتباعه، وتحت إشراف أتابك الموصل بدر الدين لؤلؤ (حكم 1222-1259)، فهوجم مركز العبادة الرئيسي للعديوية في لالش وتدميره في 1246م فأحرقت عظام عدي بن مسافر وقُتل مائتان من أتباعه، ومن بينهم شيخ حسن.
خلفه ابنه شرف الدين بن الحسن.
وقد كتب فخر الدين بن عدي قولين تكريما للشيخ حسن، ويقول في أحدها:
قول الشيخ حسن سلطان (بالكردية: Qewlê Şêxê Hesenî Siltanê)‏:
الشيخ حسن هو السلطان السلطان السلطان
الشيخ حسن هو الفقير الفقير الفقير
الشيخ حسن هو السيد السيد السيد
الشيخ حسن الكبير الكبير الكبير